# MOSHIMO (平原綾香の曲)
『MOSHIMO』（もしも）は、平原綾香が「平原綾香, 森崎ウィン」名義で発売した配信限定シングル。

## 解説
シングルとしては2019年の『幸せのありか』から約1年振りとなり、配信限定シングルとしては2018年の『これから』以来約2年振りとなる。
本作はミャンマー出身の森崎ウィンとのコラボレーションとなっており、当記事で扱うのは日本語詞のバージョンであるが、日本語バージョンの発表以前にミャンマー語で歌った同曲がミャンマーで発売されている。

## 制作背景
平原は以前よりミャンマーでもステージに立っており、本作はミャンマーに向けた楽曲としては初の楽曲となる。この曲はミャンマーで放送されるドラマ『House With Dreams』の主題歌となっており、平原自身の作詞・作曲の楽曲となっている。

## 収録曲
1. MOSHIMO
作詞・作曲：平原綾香

## 楽曲の収録アルバム
MOSHIMO
- 『Save Your Life 〜AYAKA HIRAHARA All Time Live Best〜』